# Шкенёв, Леонид Александрович
Леонид Александрович Шкенёв (21 марта 1913 — 18 января 2011) — советский и российский спортсмен (лыжные гонки) и тренер. Заслуженный тренер РСФСР. Судья всесоюзной категории.

## Биография
Родился в 1913 году в селе Шапкино Ковровского уезда Владимирской губернии.
Ещё будучи подростком выступал в соревнованиях по лыжным гонкам за Спортивный клуб армии. В 1940 году окончил Государственный институт физической культуры им. П. Ф. Лесгафта.
Участник Великой Отечественной войны, старший лейтенант. Награждён орденами Красной Звезды (30.12.1956), Отечественной войны II степени (01.08.1986), медалями «За победу над Германией в Великой Отечественной войне 1941—1945 гг.» (09.05.1945), «За боевые заслуги» (29.11.1951).
Тренером работал с 1936 года: сначала в спортивном обществе связи «Молния» и со сборной командой Полиграфпромышленности (Свердловск, 1936—1937).
В 1937—1953 — тренер женской сборной РСФСР. Одновременно с этим продолжал активные выступления — серебряный призер чемпионата СССР 1946 года в командной гонке патрулей на 30 км, бронзовый призер чемпионата СССР 1947 года в командной гонке патрулей на 30 км. Мастер спорта СССР по лыжным гонкам.
Работал тренером СКА (1953—1965); тренером женской сборной СССР (1954—1956); старшим преподавателем Высшего общевойскового училища в Петродворце (1965—1971); снова тренером в СКА (1971—1981); и тренером-преподавателем Военно-медицинской академии им. С. М. Кирова (1981—1993).
Принимал участие в крупных соревнованиях по лыжным гонкам. Победитель Чемпионата СССР (1956) и серебряный призёр (1943, 1956).
За успехи в деле подготовке спортсменов в 1965 году был удостоен почётного звания «Заслуженный тренер РСФСР». Награждён золотым олимпийским знаком.
Принимал участие в подготовке олимпийских чемпионов Е. Мекшило, Н. Пузанова, чемпионов страны и Вооружённых сил Ю. Воробьёва, К Зайцева, К. Федосеева и прочих выдающихся спортсменов.
В возрасте восьмидесяти лет занялся греблей.
Скончался в 2011 году. Похоронен на Смоленском кладбище Санкт-Петербурга.